# 크리스 이글스
크리스토퍼 마크 이글스(영어: Christopher Mark Eagles, 1985년 11월 19일 ~ )는 잉글랜드의 전 축구 선수이다.
이글스는 2002년 7월 맨체스터 유나이티드에 입단하였다. 리저브 생활과 몇 차례의 임대 기간을 걸쳐 왓포드 FC에서 선수 경력을 쌓았다. 2007년 4월 28일 에버턴 FC전에서 프리미어리그에 첫 출장했으며, 그 경기에서 데뷔골을 기록했다.
2008년 여름 번리 FC와 3년 계약을 맺으며 번리에 입단했고 번리의 프리미어리그 승격과 함께 프리미어리그에 복귀했다. 그리고 2011년 7월에 이적시장을 통해 볼턴 원더러스 FC에 입단했다.